# Ацо Петровић
Ацо Петровић (Пожега, 14. октобар 1959 — Београд, 1. децембар 2014) био је српски кошаркашки тренер. Водио је велики број клубова у земљи и иностранству.

## Каријера
Тренерску каријеру започео је у београдском Радничком, где је провео четири године. Након тога је био помоћни тренер у Црвеној звезди са којом је освојио Првенство Југославије. Водио је и ФМП и Хемофарм од домаћих клубова. Први инострани ангажман имао је у Русији у екипи Локомотиве из Ростова, и са њима је дошао до финала ФИБА Еврокупа. Водио је још од страних клубова УНИКС, Жалгирис и Азовмаш.

### Репрезентација
Био је асистент селектору Светиславу Пешићу у репрезентацији Југославије, са којом је освојио злато на Европском првенству 2001. у Турској и годину дана касније на Светском првенству у Индијанаполису. Такође има и сребро са Европског првенства 2009. у Пољској када је био у стручном штабу Душана Ивковића.

## Болест и смрт
Током рада у клубу УНИКС констатована му је болест амиотрофична латерална склероза, те је убрзо престао са радом. Последња утакмица коју је водио је била против свог некадашњег клуба Црвене звезде у Еврокупу. Ипак после дуге и тешке борбе умро је 1. децембра 2014. године.